# Маган (царство)
Маган или Маккан — древний регион, который упоминается в шумерских клинописных текстах, датируемых около 2300 года до н. э. как источник меди и диорита для Месопотамии. (В более поздний период медь привозили с древнего Кипра.)
Маган вёл торговлю с Уром ещё до правления царей гутиев в Уре. После их свержения Ур-Намму восстановил дороги, и торговля между двумя государствами возобновилась (ок. 2100 до н. э.).
Точное местонахождение Магана не известно, но данные археологии и геологии свидетельствуют, что Маган находился на территории современного Омана. Меньшая часть историков связывает регион с йеменским Маином, другие помещают Маган в Нубии (Судане) или Египте.
Маргинальные концепции помещают Маган на территории Ирана или Пакистана. Так, Ранаджит Пол утверждает, что маганский царь Маниум, также известный как Манну, соотносится с Ману, первым жрецом в индийском священном тексте Ригведа, а само название Оман производит от Оуми Ману, одного из нескольких Ману. Пол также утверждает, что Маган является древней Магадхой из индийских текстов.